# Necro (rappeur)
Pour les articles homonymes, voir Braunstein et Necro.
Necro, de son vrai nom Ron Raphael Braunstein, né le 7 juin 1976 à Brooklyn, New York, est un rappeur, producteur, réalisateur et acteur américain. Beaucoup influencé par le heavy metal, il signe un rap sombre et extrêmement provocateur dont les sujets principaux sont la mort, la violence extrême et le sexe, genre qu'il appelle lui-même « death rap ». Il possède son propre label, Psycho+Logical-Records.

## Biographie
Necro est né le 7 juin 1976 à Brooklyn, un quartier situé dans la ville américaine de New York, de parents juifs immigrés de Roumanie,.
Necro se lance dans l'écriture et l'enregistrement musical à l'âge 11 ans, jouant de la guitare dans un groupe local appelé Injustice. Il alterne entre heavy metal et hip-hop.  En 1988, il se lance dans le rap, inspiré par son demi-frère Ill Bill. Son nom de scène Necro s'inspire de la chanson Necrophobic du groupe Slayer. Il se surnomme initialement Mad Mooney, le nom d'un personnage créé par Clive Barker. Il enregistre sa première démo vers 1990 et remporte un concours organisé par Stretch Armstrong et Bobbito sur WKCR-FM. Vers 1993, Necro chante à plein temps et enregistre la démo Do the Charles Manson. En 1995, il rappe avec Wildman Steve et DJ Riz au Stretch and Bobbito Radio Show sur la chaîne de radio locale WBAU 90.3FM. Il apparaît dans ce show et dans plusieurs radios les années suivantes. Necro fait la première partie des concerts de groupes tels que Run-DMC, The Beatnuts, Sepultura, Kool Keith, Napalm Death et Biohazard.
Il est également connu pour son travail en tant que producteur. En plus d'assurer l'intégralité de sa propre production instrumentale, il est à l'origine de la production musicale de titres phares de groupes ou artistes hip-hop de renoms, tels que Non Phixion, Cage, Raekwon, Vinnie Paz, Soul Assassins, El-P, Mr. Hyde ou encore Al-Tariq. Il est également cinéaste, Raphael a notamment réalisé trois courts métrages et deux documentaires qui ont reçu de bonnes critiques de la part de magazines tels que The Source ou Vibe. Necro a également écrit, produit et réalisé un film pornographique intitulé Sexy Sluts, Been There Done That, édité au sein de sa propre société de production de films. Parallèlement à sa carrière de rappeur/producteur, Necro suit une carrière d'acteur de cinéma, et a pour le moment joué dans cinq films et une série télévisée.

## Style musical
Necro s'inspire de Kool G Rap en termes de structure et contenu multi-syllabique, ainsi que de LL Cool J, Big Daddy Kane, KRS-One, Rakim et des Geto Boys. Necro s'inspire également de paroles tirée du heavy metal et du death metal, de films d'horreur et de gangsters, et de la culture populaire et musicale,.
Necro joue un sous-genre de hip-hop appelé horrorcore,,,,,. Il joue également du rap metal et mêle le rap au death metal. Necro désigne sa musique comme du « death rap » pour décrire son style de hip-hop ultra-violent et pour se distinguer des autres genres médiatisés. Sa musique combine beats death metal à des paroles de rap sur la violence, la mort, la religion, la drogue et le sexe,.
Necro est un artiste autodidacte qui joue de la musique depuis l'âge de 10 ans. Il se lance dans la production de beat hip-hop en 1989. Les années qui suivent, il produit pour d'autres artistes comme Non Phixion, Cage, Krist et Missing Linx, sur des singles indépendant. Il produit les premiers albums des membres de Non-Phixion, Ill Bill, Sabac Red et Goretex après avoir produit sept chansons sur le premier album du groupe, The Future Is Now, en 2002,.
Depuis son implication dans le rap, Necro s'inspire du genre heavy metal, en particulier du death metal, qu'il mêle à sa musique hip-hop. Dans plusieurs interviews, il explique s'inspirer du death metal en matière de paroles, en particulier du groupe Death de Chuck Schuldiner,. Necro explique également s'inspirer des albums de thrash metal Kill 'Em All, Reign in Blood, Slowly We Rot, Leprosy, et Master of Puppets, qui lui « rappelle les pures années '80. » Necro chante par-dessus un blast beat death metal sur la chanson Suffocated to Death by God's Shadow, avec un morceau de batterie joué par Mike Smith du groupe Suffocation. Necro s'inspire aussi de groupes heavy metal pour ses rîmes. Au fil de sa carrière, Necro désigne et collabore avec plusieurs artistes underground comme en témoigne son album The Pre-Fix for Death, qui fait participer ou fait référence à Obituary, Hatebreed, Slipknot, et Voivod. Aussi, Necro fonde son propre groupe appelé The Circle of Tyrants, dont le nom s'inspire de la chanson The Circle of Tyrants de Celtic Frost.
Necro est connu pour ses chansons imagées. Ses chansons touchent à des sujets comme le meurtre des Manson : Creepy Crawl, Cockroaches, Scalpel, The 12 King Pimp Commandments, Dead Body Disposal, The Human Traffic King, White Slavery, I Need Drugs, Food For Thought, S.T.D., les femmes (86 Measures of Game), le cannibalisme (Human Consumption), le suicide (You Did It), le bondage et les jeux sexuels (EdgePlay), la vie similaire au racket (Out the Pocket), la revanche (Some Get Back (Revenge)), et la guerre (First Blood). Necro est un fan dévoué du film Scarface. Necro reprend le principal protagoniste du film, Tony Montana, dans la chanson Cockroaches. Necro chante également I live scarface scenes (« Je vis des scènes tirées de Scarface ») sur Gory Days et reprend la phrase culte de Montana you fuck with me you fucking with the best.

## Injustice
Le premier groupe de Necro s'appelle Injustice, formé en 1986, aux côtés de Braunstein à la guitare. Avec le groupe, aux côtés de son frère Bill, il chante sur scène notamment avec Napalm Death, Sepultura et Obituary au club L'Amours de Brooklyn. Injustice enregistre deux démos avant sa séparation en 1990,,,.

## 2020
Necro sort, entre mai et septembre 2020,  plusieurs morceaux intitulés Coronavirus Pandemic, Contagious et Covid-19 (Pestilence), dont l'inspiration est évidemment tirée de la crise sanitaire du SARS-CoV-2.

## Discographie

### Albums studio
- 2000 : I Need Drugs
- 2001 : Gory Days
- 2004 : The Pre-Fix for Death
- 2005 : The Sexorcist
- 2007 : Death Rap
- 2010 : Die!
- 2018 : The Notorious Goriest

### EP
- 2012 : The Murder Murder Kill Kill E.P.

### Compilation
- 2014 : Sadist Hitz

### Mixtapes
- 2000 : Rare Demos and Freestyles Vol. 1
- 2001 : Rare Demos and Freestyles Vol. 2
- 2002 : Rare Demos and Freestyles Vol. 3
- 2002 : Street Villains Vol. 1
- 2003 : Brutality Pt. 1
- 2005 : Street Villains Vol. 2

### Collaborations
- 1989 : The Cursed Earth (avec Injustice ; démo)
- 1990 : Inhuman Condition (avec Injustice ; démo)
- 2005 : Circle of Tyrants (en collaboration avec Ill Bill, Goretex et Mr. Hyde)
- 2012 : The Godfathers (en collaboration avec Kool G Rap)

## Filmographie
- 1997 : 187 Reasonz Y (8 mm en noir et blanc)
- 1998 : The Devil Made Me Do It (16mm en couleur)
- 2000 : I Need Drugs music video (Super 8 en couleur)
- 2003 : Sexy Sluts: Been There, Done That (film pornographique)
- 2014 : Mad Love In New York (Heaven Knows What) dans le rôle de Skully
- 2017 : Good Time dans le rôle de Caliph